# Педесет нијанси (филмски серијал)
Педесет нијанси (енгл. Fifty Shades) британско-америчка је филмска трилогија која се састоји од три еротски љубавно-драмска филма, темељена на трилогији Педесет нијанси енглеске ауторке Е. Л. Џејмс. Амерички дистрибутер је Universal Studios и српски Taramount Film, а главне улоге играју Дакота Џонсон као Анастазија Стил и Џејми Дорнан као Кристијан Греј. Сам Тејлор-Џонсон режирала је први филм, док је други и трећи филм режирао Џејмс Фоли.
Први филм, Педесет нијанси — Сива, објављен је 13. фебруара 2015, док је други, Педесет нијанси — Мрачније, објављен 10. фебруара 2017. године. Педесет нијанси — Ослобођени, трећи филм, објављен је 9. фебруара 2018. године. Иако су филмови били критички лоше прихваћени, серија је зарадила преко 1,32 милијарде америчких долара широм света, чинећи је седмом франшизом са највећом зарадом ранга R свих времена.

## Развој
Две године пре издања првог романа трилогије, неколико дистрибутерских предузећа се пријавило за права трилогије. Warner Bros., Sony, Paramount и Universal, као и продуцентско предузеће Марка Волберга, дали су понуде за права на филм. Добитну понуду дали су Universal Pictures и Focus Features, по цени од 5 милиона америчких долара. Пошто је Џејмс преузела контролу над процесом снимања филма, за продуценте су одабрани Дејна Брунети и Мајкл де Лука.

## Филмови
| Филм                         | Датум објављивања | Датум објављивања | Редитељ(и)        | Сценариста/и | Продуцент(и)                                          |
| Филм                         | САД               | Србија            | Редитељ(и)        | Сценариста/и | Продуцент(и)                                          |
| ---------------------------- | ----------------- | ----------------- | ----------------- | ------------ | ----------------------------------------------------- |
| Педесет нијанси — Сива       | 13. фебруар 2015. | 12. фебруар 2015. | Сам Тејлор-Џонсон | Кели Марсел  | Е. Л. Џејмс Дејна Брунети Мајкл де Лука               |
| Педесет нијанси — Мрачније   | 10. фебруар 2017. | 9. фебруар 2017.  | Џејмс Фоли        | Нил Леонард  | Е. Л. Џејмс Дејна Брунети Мајкл де Лука Маркус Вишиди |
| Педесет нијанси — Ослобођени | 9. фебруар 2018.  | 8. фебруар 2018.  | Џејмс Фоли        | Нил Леонард  | Е. Л. Џејмс Дејна Брунети Мајкл де Лука Маркус Вишиди |

### Педесет нијанси — Сива(2015)
Када Анастазија „Ана” Стил, студенткиња књижевности, оде да интервјуише богатог Кристијана Греја, као услугу својој цимерки Кејт Кавана, наилази на згодног, бриљантног и застрашујућег мушкарца. Невина и наивна Ана, уплашена схвативши да га жели, упркос његовој загонетној резерви и саветима, очајнички жели да му се приближи. Није у стању да се одупре Аниној лепоти и независном духу, Греј признаје да и он њу жели, али под својим условима. Ана оклева откривајући јединствене укусе Греја; упркос украсима успеха – његовим мултинационалним пословима, огромном богатству, породици која га воли -– Греја изједа потреба да све контролише. Кад се приближе, Стил почиње откривати Грејеве тајне и истражује властите БДСМ жеље.

### Педесет нијанси — Мрачније(2017)
Након догађаја из првог филма, Анастазија Стил и Кристијан Греј настављају своју везу под Аниним условима. Међутим, њихова веза се испитује када Кристијанова прошлост прети пару.

### Педесет нијанси — Ослобођени(2018)
Верујући да су иза себе оставили мрачне фигуре из прошлости, милијардер Кристијан Греј и његова нова супруга Анастазија у потпуности прихватају своју нераскидиву везу и заједнички луксузни живот. Таман кад Грејеви почињу да ступају у своје нове улоге, злокобни догађаји излазе на видело и угрожавају њихов срећан завршетак пре него што уопште почне.

## Улоге и екипа

### Улоге
| Лик                          | Филмови                | Филмови                           | Филмови                              |
| Лик                          | Педесет нијанси — Сива | Педесет нијанси — Мрачније        | Педесет нијанси — Ослобођени         |
| Лик                          | 2015.                  | 2017.                             | 2018.                                |
| ---------------------------- | ---------------------- | --------------------------------- | ------------------------------------ |
| Анастазија „Ана” Стил Греј   | Дакота Џонсон          | Дакота Џонсон                     | Дакота Џонсон                        |
| Кристијан Греј               | Џејми Дорнан           | Џејми Дорнан                      | Џејми Дорнан                         |
| Кетрин Кавана                | Елоиз Мамфорд          | Елоиз Мамфорд                     | Елоиз Мамфорд                        |
| Хосе Родригез Млађи          | Виктор Расук           | Виктор Расук                      | Виктор Расук                         |
| Елиот Греј                   | Лук Грајмс             | Лук Грајмс                        | Лук Грајмс                           |
| др Грејс Тревељан-Греј       | Марша Геј Харден       | Марша Геј Харден                  | Марша Геј Харден                     |
| Мија Греј                    | Рита Ора               | Рита Ора                          | Рита Ора                             |
| Џејсон Тејлор                | Макс Мартини           | Макс Мартини                      | Макс Мартини                         |
| Карик Греј                   | Ендру Ерли             | Ендру Ерли                        | Ендру Ерли                           |
| Карла Меј Вилкс              | Џенифер Или            | Џенифер Или само неоцењено издање | Џенифер Или                          |
| Боб Адамс                    | Дилан Нил              | Дилан Нил само неоцењено издање   | Дилан Нил                            |
| Рејмонд Стил                 | Калум Кит Рени         |                                   | Калум Кит Рени                       |
| Џек Хајд                     |                        | Ерик Џонсон                       | Ерик Џонсон                          |
| Џери Роуч                    |                        | Брус Алтман                       | Брус Алтман                          |
| Рос Бејли                    |                        | Робин Ли                          | Робин Ли                             |
| Елизабет Морган              |                        | Ејми Прајс-Франсис                | Ејми Прајс-Франсис                   |
| Гејл Џоунс                   |                        | Феј Мастерсон                     | Феј Мастерсон                        |
| Елена Линколн (гђа Робинсон) |                        | Ким Бејсингер                     | Ким Бејсингер само неоцењена верзија |
| Лејла Вилијамс               |                        | Бела Хиткот                       |                                      |
| Џија Матео                   |                        |                                   | Аријел Кебел                         |
| Лук Сојер                    |                        |                                   | Брент Дохерти                        |
| Бојс Фокс                    |                        |                                   | Тајлер Хочлин                        |

### Екипа
| Занимање            | Филм                                    | Филм                                                  | Филм                                                  |
| Занимање            | Педесет нијанси — Сива (2015)           | Педесет нијанси — Мрачније (2017)                     | Педесет нијанси — Ослобођени (2018)                   |
| ------------------- | --------------------------------------- | ----------------------------------------------------- | ----------------------------------------------------- |
| Редитељ             | Сам Тејлор Џонсон                       | [Џејмс Фоли                                           | [Џејмс Фоли                                           |
| Продуцент(и)        | Е. Л. Џејмс Дејна Брунети Мајкл де Лука | Е. Л. Џејмс Дејна Брунети Маркус Вишиди Мајкл де Лука | Е. Л. Џејмс Дејна Брунети Маркус Вишиди Мајкл де Лука |
| Писац/и             | Кели Марсел                             | Нил Леонард                                           | Нил Леонард                                           |
| Композитор          | Дани Елфман                             | Дани Елфман                                           | Дани Елфман                                           |
| Редитељ снимања     | Шејмус Макгарви                         | Џон Шварцман                                          | Џон Шварцман                                          |
| Уредник/ци          | Лиса Гунинг Ен Коатс Дебра Нил-Фишер    | Ричард Франсис-Брус                                   | Дејвид Кларк Дебра Нил-Фишер Ричард Франсис-Брус      |
| Издавачке куће      |                                         | [ б ]                                                 | [ б ]                                                 |
| Дистрибутер         |                                         |                                                       |                                                       |
| Трајање (неоцењено) | 128 минута                              | 131 минута                                            | 110 минута                                            |
| Датум издања        | 13. фебруар 2015.                       | 10. фебруар 2017.                                     | 9. фебруар 2018.                                      |